# Famille Caro Quintero
Pour les articles homonymes, voir Quintero.
La famille Caro Quintero est issue du village de La Noria, dans la commune de Badiraguato, dans l'État mexicain du Sinaloa, surnommée la « Sicile mexicaine » en raison de la proportion importante de narco-trafiquants qui en sont originaires.
Elle est composée de quatre frères et deux sœurs, née d'un père paysan. Deux des frères sont impliqués dans le trafic de stupéfiants, à savoir Rafael Caro Quintero (né en 1954) et Miguel Caro Quintero (en) (né en 1963) et qui aurait été à la tête du cartel de Sonora, aujourd'hui détruit. Celui-ci aurait été issu du cartel de Guadalajara, cofondé par son frère Rafael avec Miguel Ángel Félix Gallardo.
À ces deux frères, il faut ajouter leur oncle, Javier Caro Payán, qui était lieutenant de Félix Gallardo à Tijuana, et qui introduisit dans cette ville les frères Arellano Félix, originaires, eux, de la classe moyenne urbanisée de Culiacán, capitale du Sinaloa.
Rafael Caro Quintero a été arrêté au Costa Rica, en 1985, à la suite de l'assassinat de l'agent de la DEA Enrique Camarena, pour lequel tomba, plus tard, le Parrain Félix Gallardo. Après l'arrestation de celui-ci, en 1989, Caro Payán s'enfuit aux États-Unis, ce qui permit aux Arellano Félix de prendre le contrôle de Tijuana, mettant ainsi en place le cartel de Tijuana.
Miguel Caro Quintero a été arrêté en 2001 au Mexique, puis extradé aux États-Unis où il fut condamné à 18 ans de prison en 2010.
Il s'est évadé de prison ; il fait partie de la liste des 10 criminels les plus recherchés par le FBI.

## Pour approfondir